# Центральний комітет національних меншин при ВУЦВК
Центральний комітет національних меншин при ВУЦВК — комітет, заснований постановою Президії ВУЦВК у квітні 1924 року з метою реалізації державної політики щодо економічного та культурного розвитку національних меншин на території України. Діяв у 1920—1930-х роках.
Займався проблемами землевлаштування, промислового й сільськогосподарського виробництва, культурно-освітньої роботи, охорони здоров'я, підготовки кадрів, видання літератури різними мовами тощо. На місцях діяли окружні (губернські/обласні) бюро та районні комісії при виконкомах. Однак у подальшому, з утвердженням тоталітарного режиму співробітництво усіх народів, що населяли Україну, було підірвано і розвиток нацменшин зведено нанівець.
Центральна комісія у справах національних меншин при ВУЦВК (ЦКНМ
при ВУЦВК) утворена 24 квітня 1924 при ВУЦВК для керування радянським будівництвом у середовищі етнічних меншин України, врегулювання міжнаціональних взаємин у місцях їхнього проживання та здійснення політики коренізації щодо них.
До її складу входили голова та кілька членів, які призначалися Президією ВУЦВК для обслуговування єврейської, німецької, польської, болгарської та молдавської громад. 1925 до складу ЦКНМ ввели працівника по грецькій лінії.
Протягом 1925 сформували місцеві осередки ЦКНМ; у 18 округах України почали роботу бюро у справах національних меншин при окружних виконкомах або уповноважені у справах національних меншин.
На першому етапі існування ЦКНМ було проведено велику роботу стосовно коренізації місцевого апарату в місцях компактного мешкання національних меншин, відродження шкільної мережі та переведення шкіл на національні мови згідно з Постановою ВУЦВК та РНК УСРР «Про заходи забезпечення
рівноправності мов та про допомогу в розвиткові української мови» (1 серпня 1923). Найзначнішим внеском ЦКНМ до історії міжнаціональних взаємин міжвоєнного періоду в Україні стало здійснення національно-державного будівництва, створення національних сільрад та районів.
На час 1-ї Всеукраїнської наради по роботі серед національних меншин у республіці було практично завершено виділення національних сільрад, із них:
292 російські, 273 німецькі, 139 польських, 56 єврейських, 45 болгарських, 30 грецьких, 57 молдовських, 13 чеських, 2 білоруські та 1 шведська, загалом же — 872 національні сільради. На той же час завершилося законодавче оформлення 12 національних районів (7 німецьких, 3 болгарські, 1 польський та 1 єврейський). Протягом 1927—30 кількість національних рад сягнула 1121: 450 російських, 254 німецькі, 151 польська, 156 єврейських, 16 молдовських (без Автономної Молдавської СРР), 12 чеських, 45 болгарських, 30 грецьких, 4 білоруські, 3 албанські.
Завершилося оформлення 26 національних р-нів (9 російських, 7 німецьких,
3 болгарські, 3 єврейські, 3 грецькі та 1 польський).
З початком колективізації сільського господарства в УСРР/УРСР відбувся занепад діяльності ЦКНМ, що відображено в новому «Положенні про обласні комісії у справах національних меншин при облвиконкомах» (1932), яке фактично обмежило компетенцію органів у справах національних
меншин культурницькою діяльністю. Протягом 1930—33 місцевий апарат комісії через реорганізаційні зміни адміністративної реформи 1930, переважно внаслідок колективізації було розмито, досягнення коренізації зійшли нанівець. 1934 ЦКНМ була реорганізована у відділ у справах національних меншин при ВУЦВК (з 1935 — при ЦВК) УРСР. Його діяльність тривала до 1941.
У різні роки в комісії працювали: М.Лобанов (голова), Совцов (голова), М.Василенко (голова), Я.Кантор, І.Гафтель, Я.Саулевич, Ю.Піотрович, Альтшулер, Левицький, С.Ялі, С.Міцев, Д.Мац, Ф.Бітнер, А.Дівіджієв, А.Гітлянський, А.Глинський.